# Copa Italia Femenina
La Copa Italia Femenina (en italiano: Coppa Italia di calcio femminile), conocida como  Coppa Italia TIMVISION por motivos de patrocinio, es una competencia anual a nivel nacional de fútbol femenino en Italia. Su primera edición fue en 1971.

## Formato
Compiten los equipos de la Serie A y la Serie B, en total 24 equipos. 
Desde la edición 2018-19, la primera etapa de la competición es una fase eliminatoria, donde los clubes de la Serie B se dividen en 4 grupos de 3 equipos a dos encuentros cada uno, y cada ganador accede a la siguiente ronda.
En octavos de final, entran a la Copa los clubes de la Serie A, esta parte de la competición se define a partido único.
Cuartos de final y semifinales se definen a partidos de ida y vuelta.
La final de juega a partido único, en estadio neutral.

## Palmarés
Referencia.
| 1971      | Roma CF                                            | 1–0                                                | Fiorentina                                         |                                                    |                                                    |
| 1972      | Falchi Crescentinese                               | 4–1                                                | Lazio Lubiam                                       |                                                    |                                                    |
| 1973      | Falchi Astro                                       | 2–1                                                | Lazio Lubiam                                       |                                                    |                                                    |
| 1974      | Gamma 3 Padova                                     | 0–0 aet (6–5 pen.)                                 | Lazio Lubiam                                       |                                                    |                                                    |
| 1975      | ACF Milan                                          | ?                                                  | ?                                                  |                                                    |                                                    |
| 1976      | ACF Milan                                          | 3–1                                                | Valdobbiadene                                      |                                                    |                                                    |
| 1977      | Lazio 1975 Lubiam                                  | 1–1 aet (4–3 pen.)                                 | ACF Milan                                          |                                                    |                                                    |
| 1978      | Conegliano                                         | 4–1                                                | Lazio 1975 Lubiam                                  |                                                    |                                                    |
| 1979      | Conegliano                                         | 1–0                                                | Lazio 1975 Lubiam                                  |                                                    |                                                    |
| 1980      | Gorgonzola                                         | 1–0                                                | Alaska Gelati Lecce                                |                                                    |                                                    |
| 1981      | Alaska Gelati Lecce                                | 2–0                                                | Verona                                             |                                                    |                                                    |
| 1982      | Alaska Gelati Lecce                                | 4–0                                                | Giolli Gelati Roma                                 |                                                    |                                                    |
| 1983      | Marmi Trani 80                                     | 1–1 aet (6–5 pen.)                                 | Tigullio 72                                        |                                                    |                                                    |
| 1984      | No se disputó                                      | No se disputó                                      | No se disputó                                      |                                                    |                                                    |
| 1985      | R.O.I. Lazio                                       | 1–0                                                | Sanitas Trani 80                                   |                                                    |                                                    |
| 1985–86   | Modena Euromobil                                   | ?                                                  | ?                                                  |                                                    |                                                    |
| 1986–87   | No se disputó                                      | No se disputó                                      | No se disputó                                      |                                                    |                                                    |
| 1987–88   | Modena Euromobil                                   | 2–1                                                | Trani 80 B.K.V.                                    |                                                    |                                                    |
| 1988–89   | A.C.F. Giugliano Campania                          | 2–2 aet (6–5 pen.)                                 | Reggiana Zambelli                                  |                                                    |                                                    |
| 1989–90   | A.C.F. Giugliano Campania                          | 2–1                                                | Milan 82                                           |                                                    |                                                    |
| 1990–91   | Woman Sassari                                      | 0–0 aet (5–4 pen.)                                 | Fiammamonza                                        |                                                    |                                                    |
| 1991–92   | Reggiana Zambelli                                  | 5–1                                                | Fiammamonza                                        |                                                    |                                                    |
| 1992–93   | Reggiana Zambelli                                  | 3–0                                                | Napoli A.C.F.                                      |                                                    |                                                    |
| 1993–94   | G.E.A.S. Sesto San Giovanni                        | 0–0 aet (4–2 pen.)                                 | Agliana Imbalpaper                                 |                                                    |                                                    |
| 1994–95   | Torres Fo.S.                                       | 1–1 local 2–1 visita                               | Agliana                                            |                                                    |                                                    |
| 1995–96   | Lugo                                               | 5–0 local 3–1 visita                               | Fiammamonza                                        |                                                    |                                                    |
| 1996–97   | Agliana                                            | 1–0 local 1–2 visita                               | Univer Torino                                      |                                                    |                                                    |
| 1997–98   | ACF Milan                                          | 3–1                                                | Lugo                                               |                                                    |                                                    |
| 1998–99   | Lazio                                              | 4–2                                                | ACF Milan                                          |                                                    |                                                    |
| 1999–2000 | Torres Fo.S.                                       | 2–0                                                | ACF Milan                                          |                                                    |                                                    |
| 2000–01   | Torres Fo.S.                                       | 1–0                                                | Bardolino                                          |                                                    |                                                    |
| 2001–02   | Foroni Verona                                      | 1–0                                                | Ruco Line Lazio                                    |                                                    |                                                    |
| 2002–03   | Enterprise Lazio                                   | 5–0                                                | Fiammamonza                                        |                                                    |                                                    |
| 2003–04   | Torres Terra Sarda                                 | 6–0                                                | Foroni Verona                                      |                                                    |                                                    |
| 2004–05   | Torres Terra Sarda                                 | 2–0                                                | Vigor Senigallia                                   |                                                    |                                                    |
| 2005–06   | Bardolino Verona                                   | 4–1                                                | Aircargo Agliana                                   |                                                    |                                                    |
| 2006–07   | Bardolino Verona                                   | 3–1 local 1–3 visita aet (2–3 pen.)                | Torino                                             |                                                    |                                                    |
| 2007–08   | Torres                                             | 2–3 away 1–0 home                                  | Centropose Bardolino                               |                                                    |                                                    |
| 2008–09   | Bardolino Verona                                   | 2–0                                                | Eurospin Torres                                    |                                                    |                                                    |
| 2009–10   | Reggiana                                           | 1–1 aet (6–5 pen.)                                 | Torres                                             |                                                    |                                                    |
| 2010–11   | Torres                                             | 3–0                                                | Graphistudio Tavagnacco                            |                                                    |                                                    |
| 2011–12   | Brescia                                            | 3–2 aet                                            | Napoli                                             |                                                    |                                                    |
| 2012–13   | Graphistudio Tavagnacco                            | 2–0                                                | Bardolino Verona                                   |                                                    |                                                    |
| 2013–14   | Graphistudio Tavagnacco                            | 3–2                                                | Torres                                             |                                                    |                                                    |
| 2014–15   | Brescia                                            | 4–0                                                | Tavagnacco                                         |                                                    |                                                    |
| 2015–16   | Brescia                                            | 2–1                                                | Verona                                             |                                                    |                                                    |
| 2016–17   | Fiorentina                                         | 2–1                                                | Brescia                                            |                                                    |                                                    |
| 2017–18   | Fiorentina                                         | 3–1                                                | Brescia                                            |                                                    |                                                    |
| 2018–19   | Juventus                                           | 2–1                                                | Fiorentina                                         |                                                    |                                                    |
| 2019–20   | Torneo suspendido debido a la pandemia de COVID-19 | Torneo suspendido debido a la pandemia de COVID-19 | Torneo suspendido debido a la pandemia de COVID-19 | Torneo suspendido debido a la pandemia de COVID-19 | Torneo suspendido debido a la pandemia de COVID-19 |
| 2020–21   | AS Roma                                            | 0–0 aet (3–1 pen.)                                 | AC Milan                                           |                                                    |                                                    |
| 2021–22   | Juventus                                           | 2–1                                                | AS Roma                                            |                                                    |                                                    |
| 2022-23   | Juventus                                           | 1–0                                                | AS Roma                                            |                                                    |                                                    |
| 2023-24   | AS Roma                                            | 3–3 aet (4–3 pen.)                                 | Fiorentina                                         |                                                    |                                                    |
| 2024-25   | Juventus                                           | 4–0                                                | AS Roma                                            |                                                    |                                                    |